# Stare Niewino
Stare Niewino [pronunciación en polaco: /ˈstarɛ ɲɛˈvinɔ/] es un pueblo en el distrito administrativo de Gmina Wyszki, dentro del Distrito de Bielsk, Voivodato de Podlaquia, en el noreste de Polonia. Se encuentra aproximadamente 11 kilómetros al noroeste de Bielsk Podlaski y 35 kilómetros al sur de la capital regional, Białystok.
El pueblo tiene una población de 60 habitantes.